# IBM SSEC
L'IBM SSEC, sigla di IBM Selective Sequence Electronic Calculator (traducibile dall'inglese come "calcolatore elettronico a sequenza selettiva"; popolare soprannome "Poppa") era un computer elettromeccanico sviluppato dall'IBM e terminato nel gennaio del 1948.
L'IBM Selective Sequence Electronic Calculator fu dedicato nel 1948 a Thomas J. Watson, Sr. e venne costruito presso il quartier generale dell'IBM a New York, fu il primo computer a poter caricare un programma esternamente pur non essendo un computer totalmente elettronico. Wallace J. Eckert fu responsabile del linguaggio di programmazione del sistema. Il computer venne costruito al piano terra dell'edificio ed era visibile dai passanti che camminavano davanti all'edificio IBM. Il 27 gennaio 1948 venne svolta la prima dimostrazione pubblica e il sistema operò fino all'agosto del 1952 quando venne dismesso dato che l'avvento dei computer elettronici lo avevano reso obsoleto. Al suo posto venne installato un computer IBM 701.
Il SSEC era un ibrido, utilizzava valvole termoioniche e relè elettromeccanici, combinare la velocità dei circuiti elettronici con una memoria di circa 400 000 numeri. Il sistema utilizzava circa 13500 valvole termoioniche per l'unità aritmetica, era dotata di otto registri ad alta velocità con tempo di accesso inferiore a 1 millisecondo. Il SSEC aveva 21400 relè che venivano utilizzati per le unità di controllo e per realizzare 150 registri lenti con tempo di accesso di 20 millisecondi. L'unità aritmetica del computer era un derivato di quella dell'IBM 603. Le addizioni venivano eseguite in 285 microsecondi a le moltiplicazioni richiedevano 20 000 microsecondi ed era circa 100 volte più veloce dell'Harvard Mark I. I dati che servivano frequentemente erano immagazzinati nei veloci circuiti elettronici mentre gli altri erano immagazzinati dai rele o su nastri perforati.
Per i suoi tempi il SSEC era molto affidabile, eseguiva mediamente un errore ogni otto ore di funzionamento. Venne utilizzato dall'U.S. Atomic Energy Commission per calcolare la posizione dei pianeti. Il computer produsse le tabelle della posizione della Luna che furono utilizzate durante il progetto Apollo negli anni sessanta.